# Jižní Karnské Alpy
Jižní Karnské Alpy (italsky Prealpi Carniche) je pohoří ve Východních Alpách, v Jižních vápencových Alpách. Nachází se v regionu Furlansko-Julské Benátsko, na severovýchodě Itálie. Nejvyšší horou je Cima dei Preti vysoká 2 706 m n. m.
Jižní Karnské Alpy jsou ohraničeny toky řek Tagliamento na severu, Piave na západě a Fella na východě. Na východě sousedí s Julskými Alpami, na severu Karnské Alpy, na západě s Dolomity. Na jihu přechází do Benátské nížiny. Horská skupina má rozlohu 3 400 km². Charakteristické jsou masivní skalní věže a stěny a řada horských řek i jezer. Hlavními horskými masivy jsou: Monafalconi, Preti, Duranno a Ressetúm.
Součástí Jižních Karnských Alp jsou Furlanské Dolomity.  